# Monique Schwitter
Monique Schwitter, née le 2 mars 1972 à Zurich, est une écrivaine, comédienne et chanteuse  suisse.

## Œuvres
- Wenn's schneit beim Krokodil, nouvelles, 2005

- Prix Robert Walser 2006
- Ohren haben keine Lider, roman, 2008,
- Himmels-W., théâtre, 2008.
- Goldfischgedächtnis, nouvelles, 2011

- traduit en français sous le titre Mémoire de poisson rouge par François Conod, Lausanne, Suisse, Éditions d'en bas, 2016, 96 p.  (ISBN 978-2-8290-0483-4)
- Eins im Andern, roman, 2015

- Prix suisse du livre 2015,
- Prix suisse de littérature 2016

## Récompenses et distinctions
- 2003 : nomination au prix Nestroy de la meilleure actrice pour son rôle de Marie dans Woyzeck et pour son interprétation de Janis Joplin[3]